# Peter Kerris
P.G.J. (Peter) Kerris (Nijmegen, 6 augustus 1985) is een Nederlands politicus. Hij is lid van de PvdA. Sinds 11 juni 2022 is hij partijbestuurslid van deze partij.

## Maatschappelijke loopbaan
Kerris ging van 1997 tot 2003 naar het gymnasium met als profiel cultuur en maatschappij aan het Udens College. Hij studeerde van 2003 tot 2005 politicologie aan de Radboud Universiteit waar hij zijn propedeuse behaalde. Van 2005 tot 2011 studeerde hij daar geschiedenis en behaalde in 2009 zijn Bachelor of Arts en in 2011 zijn Master of Arts met een specialisatie in politiek en parlement. In 2010 werkte hij als stagiair bij de PvdA-Tweede Kamerfractie.
Van 2013 tot 2014 volgde Kerris een Master of Education in geschiedenis en staatsinrichting aan de Radboud Universiteit, deze heeft hij niet afgerond. Van 2013 tot 2014 werkte hij als leraar in opleiding geschiedenis en staatsinrichting op het havo/vwo van het Dorenweerd College.
Van 2011 tot 2013 en van 2015 tot 2019 werkte Kerris als beleidsmedewerker bij de NVRD, de Koninklijke Vereniging voor Afval- en reinigingsmanagement. Van 2011 tot 2013 hield hij zich er bezig met Arbo, P&O, reiniging en standaardisering en van 2015 tot 2019 met Arbo en opleidingen en was hij projectregisseur arbeidsmarkt en projectleider sectorplan afval- en milieubedrijven. 
Met ingang van 6 mei 2024 werd Kerris benoemd tot hoofd Regionale Regie en Landelijk Gebied bij het ministerie van Binnenlandse Zaken en Koninkrijksrelaties.

## Politieke loopbaan
Van 2009 tot 2013 was Kerris afdelingsbestuurslid van de PvdA in Nijmegen. Van 2010 tot 2013 was hij oprichter en voorzitter van de afdeling Arnhem-Nijmegen van de Jonge Socialisten. Van 2011 tot 2013 was hij namens de PvdA commissielid voor de fractie in de Provinciale Staten van Gelderland. Hij had zitting in de commissie algemeen bestuur, financiën & welzijn en de commissie mobiliteit, innovatie & economie.
Van 2013 tot 2019 was Kerris namens de PvdA Statenlid van Gelderland, vanaf 2015 als fractievoorzitter. Daarnaast was hij lijsttrekker van de PvdA voor de Provinciale Statenverkiezingen van 2015 en 2019. Van 2019 tot 2023 was hij gedeputeerde van Gelderland met in zijn portefeuille wonen, onderwijs & arbeidsmarkt, ruimtelijke ordening, klimaatadaptatie, bedrijventerreinen en fonds nazorg stortplaatsen.
Bij de Provinciale Statenverkiezingen 2023 was Kerris Gelders lijsttrekker van de PvdA, waarna hij weer Statenlid en fractievoorzitter werd. Hij had energie & klimaat, gezonde & veilige leefomgeving en vergunningen toezicht & handhaving in zijn portefeuille. Per 10 april 2024 is hij gestopt als Statenlid en fractievoorzitter. Op 11 juni 2022 werd hij partijbestuurslid van de PvdA met in zijn portefeuille scouting en talentmanagement.

## Persoonlijk
Kerris is getrouwd en heeft drie dochters. Hij heeft een bruine band in judo, speelt piano, is motorrijder en houdt van wandelen.